# HV 2112
HV 2112は、小マゼラン雲にあるM3-7.5e型の赤色超巨星。仮説上の天体とされているソーン-ジトコフ天体の最有望な候補であると考えられるが未確定である。小マゼラン雲の恒星が非常に多く密集する星団をマゼラン望遠鏡を用いて確認した。エミリー・レベスクがマゼラン望遠鏡を使い改めてHV 2112の詳細を確認したとき、非常に多くのモリブデン 、リチウム、 ルビジウムが含むと主張した。視等級は、Jバンドの測定で約10.0等、Hバンドの測定で約9.1等、Kバンドの測定で約8.72等である。

## 名称
固有名はなく、学名はHV 2112で、2MASSは J01100385-7236526。